# توني أكيرمان
توني أكيرمان (بالإنجليزية: Tony Ackerman)‏ هو لاعب كرة قدم بريطاني، ولد في 20 فبراير 1948 في إيزلينغتون ‏ في المملكة المتحدة. لعب مع نادي ليتون أورينت ووست هام يونايتد.